# Saint-Jean-du-Bruel
 Saint-Jean-du-Bruel  là một xã ở tỉnh Aveyron, thuộc vùng Occitanie ở miền nam nước Pháp.